# Мисин, Андрей Александрович
Андре́й Алекса́ндрович Ми́син (род. 3 марта 1954, Лодейное Поле) — российский композитор и автор песен, член Союза композиторов России (1996).

## Биография

### Период учёбы
Родился 3 марта 1954 года, в городе Лодейное Поле Ленинградской области. Пел в хоре мальчиков в Череповце. Окончил музыкальную школу по классу аккордеона в городе Рудный (Казахская ССР). В старших классах школы играл на электрооргане в ансамбле, игравшем на танцах.
Поступив в Челябинский медицинский институт, организовал там первый свой студенческий ВИА «Арника». Тогда же познакомился с музыкантами группы «Ариэль» и в конце концов забросил учёбу. Был отчислен из института и призван в армию. Служил в Западной Белоруссии, в отдельном Московско-Кёнигсбергском разведывательном авиационном полку (10 орап), базировавшемся в г. Щучине, где также продолжал заниматься музыкальной самодеятельностью. Как первую свою песню вспоминает сочинение полкового марша на стихи лётчика-ветерана.
После службы в армии поступил в 1975 году в Алма-Атинское музыкальное училище им. П. Чайковского, и окончил его с отличием в 1979. Здесь он играет в самодеятельной группе «R.H.N» («Русский, Хорваты и Немец»), в состав которой также входили Вилли Франк (ударник) а также братья Владимир (бас) и Николай Миклошич (гитара).
Группа распалась в 1980 году, после переезда Мисина в Москву, другие её участники влились в республиканский молодёжный ансамбль «Гульдер», солисткой которой была Роза Рымбаева. Позднее Владимир Миклошич стал басистом алма-атинской группы «А-Студио».
В 1979—1984 обучался на отделении теории музыки в Московской государственной консерватории им. П. И. Чайковского.

### До 1991 года
В середине 1980-х работал в Москонцерте во втором составе синтез-группы «Час пик». Познакомился с бывшим инженером Сергеем Патрушевым, который стал автором текстов большинства его песен. В 1987 году они записали демоальбом, известный под названием «Пятый угол». Песня «Немая книга» из него позднее, под названием «Старик», вошла в репертуар Валерия Леонтьева.
После окончательного распада группы «Час пик» Мисин начал серьёзную работу над своим сольным репертуаром. В 1988 году записался в студии Московского дворца молодёжи, в записи ему помогал звукорежиссёр Игорь Замараев. Через год «Мелодия» издала восемь его песен на пластинке «Чужой. Песни Андрея Мисина».
В 1989—1991 годах принял участие в ряде российских и международных музыкальных конкурсов, получив первую премию на международном телеконкурсе «Ступень к Парнасу» и всесоюзном конкурсе Гостелерадио «Магический кристалл» (за песню «Чужой», на стихи Иманта Зиедониса), на проходившем в Алма-Ате фестивале «Голос Азии» был отмечен призом как лучший композитор.

### После 1991 года
В 1991 году на лейбле BSA records, основанной Владимиром Ивановым, был напечатан тираж первого CD-альбома «Андрей Мисин. Азъ есмь», в который вошло уже 14 песен.
В 1992 году Мисин написал музыку к молодёжной лирической комедии «Пустельга» режиссёра Сергея Русакова (Киностудия «Ленфильм»).
В 1991 году звукорежиссёр Игорь Замараев пригласил в Москву норвежскую певицу Мари Бойне, с которой был записан совместный альбом в студии МДМ. С российской стороны участвовали музыканты группы «Альянс», экспериментирующие на стыке рока, фолк-рока и этнической музыки: Сергей Старостин, Сергей Калачев, Инна Желанная. Музыканты спели по одной своей песне, а часть песен они исполнили все вместе. Альбом, названный «Мари Бойне и группа „Альянс“» («Mari Boine med band Allians»), вышел в 1992 году на фирме «RCA / BMG Ariola» и распространялся в Норвегии, Италии и некоторых других странах. Также издавался как «Mote i Moskva» 1992, «Joik and Moscow» 1993, «Winter in Moscow» 2001.
На втором цифровом альбоме «Андрей Мисин. Свобода» (CD, BSA records, 1994), представлено 13 песен. Он снова сделан на стыке симфорока, рока и фолк-рока. «Фауст» и «Свобода» стали наиболее популярными песнями альбома.
В 1992 году группа «Ариэль» и Андрей Мисин были в Америке на традиционном фестивале «August in Arkansas» в Литл-Роке (Little Rock AR). В 1993 году — на фестиваль «Rhythm on the river» вместе с алма-атинской группой «А’Студио».
В 1994 году принял участие в национальном отборе на евровидение в рамках программы "А". Выступил с песней "Русская лирическая" получив 4 балла занял 3 место.
В начале 1996 года Мисин уехал в Лос-Анджелес к старым знакомым переехавшим в США создавать альбом. Музыканты работали в студии Red SunSet, которую основали бывшие участники группы «Автограф». Треки записывались при участии басиста Леонида Гуткина и сессионных американских музыкантов. Но записанный материал не удовлетворил автора и после возвращения в Москву Мисин сделал пересведение на студии First. Тираж нового альбома печатался на лейбле BSA Records и получил название «Медленные сказки».
В 1995 году Мисин начал продюсировать молодую певицу Татьяну Анисимову, во многом продолжающую его традиции в современной музыке. На отборочном туре для фестиваля «Евровидение» в 1996 году она получает лестные отзывы критиков, но победительницей не стала. В июле 1996 на пятом фестивале «Славянский базар» в Витебске «Военная колыбельная» в исполнении Татьяны Анисимовой в сопровождении автора была награждена специальным призом «За лучшую песню».
В 1996 году Мисин вступил в Союз композиторов России. Как профессиональный композитор он написал много песен для известных российских вокалистов, в числе которых Алла Пугачёва, Валерий Леонтьев,  Кристина Орбакайте, Ольга Кормухина,  Валерия, Лайма Вайкуле, Тамара Гвердцители, Вадим Казаченко, Григорий Лепс. Автором слов чаще всего является поэт-песенник Карен Кавалерян.
В 1996 году по просьбе руководителя клуба «Физтех-песня» Алексея Розанова выступил музыкальным продюсером проекта «Физтех-песня», вышедшего на двух двойных компакт-дисках. Запись юбилейного концерта к 50-летию основания Московского физико-технического института прошла 20 апреля 1996 г. в Концертном зале МФТИ.
В 1998 в Театре им. Вл. Маяковского был поставлен спектакль «Чума на оба ваших дома!» на либретто Григория Горина. Режиссёр — Т. В. Ахрамкова. Музыку к спектаклю написал Мисин, сначала он исполнял роль певца, поющего на сцене под гитару.
В январе 2005 года выпущен тираж сборника лучших песен «Андрей Мисин. Избранное 1989—1995 гг.».

### С 2006 года
Мисин автор ряда песен, известных в исполнении Григория Лепса, вошедших в альбомы «В центре Земли» (2006), «Лабиринт» (включая заглавные песни альбома) и «Водопад» (2009).
В 2006 году две песни Андрея Мисина — «Ангел сна» и «Четыре тайны» (обе на стихи Сергея Патрушева) — были записаны группой «Несчастный случай» и вошли в альбом «Простые числа».
В 2009 году совместно с Инной Субботиной работал над акустической программой «Французский поцелуй» с участием аккордеона, на котором играл сам. Песни написаны в стиле французского шансона, некоторые песни Субботина исполняет на французском языке. Мисин написал музыку к шести песням, две из которых сочинены в соавторстве с Кареном Кавалеряном, а четыре — с Инной Субботиной. Мисин записал соло на аккордеоне. Запись песен проходила на студии Владимира Осинского. Работа над проектом «Французский поцелуй» была завершена в конце 2009 года. 16 ноября проект стартовал на телеканале «Ля минор».
Осенью 2015 года вышел следующий номерной альбом автора — «Андрей Мисин. Пере-good». Музыка написана на стихи поэта Юрия Воротнина, входящие в его книгу «Небесный Щит».
В апреле 2025 года Алла Пугачёва, покинувшая Россию разместила на своём ютуб-канале две песни на музыку Андрея Мисина «Мама» (слова Алла Пугачёва) и «Поцелуи войны» (слова Андрей Ордынец).

## Дискография
- 1989 — LP «Чужой. Песни Андрея Мисина» /ВТПО «Фирма Мелодия»
- 1991 — CD «Андрей Мисин. Азъ есмь» /«BSA records»
- 1994 — CD «Андрей Мисин. Свобода» /«BSA records»
- 1996 — CD «Андрей Мисин. Медленные сказки» /«BSA records»
- 2004 — CD «Андрей Мисин. Избранное 1989—1995 гг.» /«ARK System records»
- 2009 — CD «Инна Субботина. Французский поцелуй» /«Союз»
- 2015 — CD «Андрей Мисин. Пере-Good» / «Первое музыкальное Издательство»

## Музыка к спектаклям
- 1998 — «Чума на оба ваших дома…» (реж. Т. В. Ахрамкова).
- 2002 — «Карлик» (реж. Т. В. Ахрамкова).

## Музыка к фильмам
- «Пустельга» (художественный, реж. С. Русаков, Ленфильм, 1992)
- «Первая столица» (документальный, о Старой Ладоге, реж. С. Миров)

## Исполнители
Инна Желанная, Mari Boine Persen, Алла Пугачёва, Валерия, Лайма Вайкуле, Кристина Орбакайте, Валерий Леонтьев, Вадим Казаченко, Григорий Лепс, Ольга Кормухина, Алексей Кортнев, Марк Тишман, Ирина Климова, Злата Дзарданова, Майя, Татьяна Пашкова, Валерий Курас, Владимир Саповский, Кристиан Ако, Инна Субботина, Александр Буйнов.